# Abbot Kinney

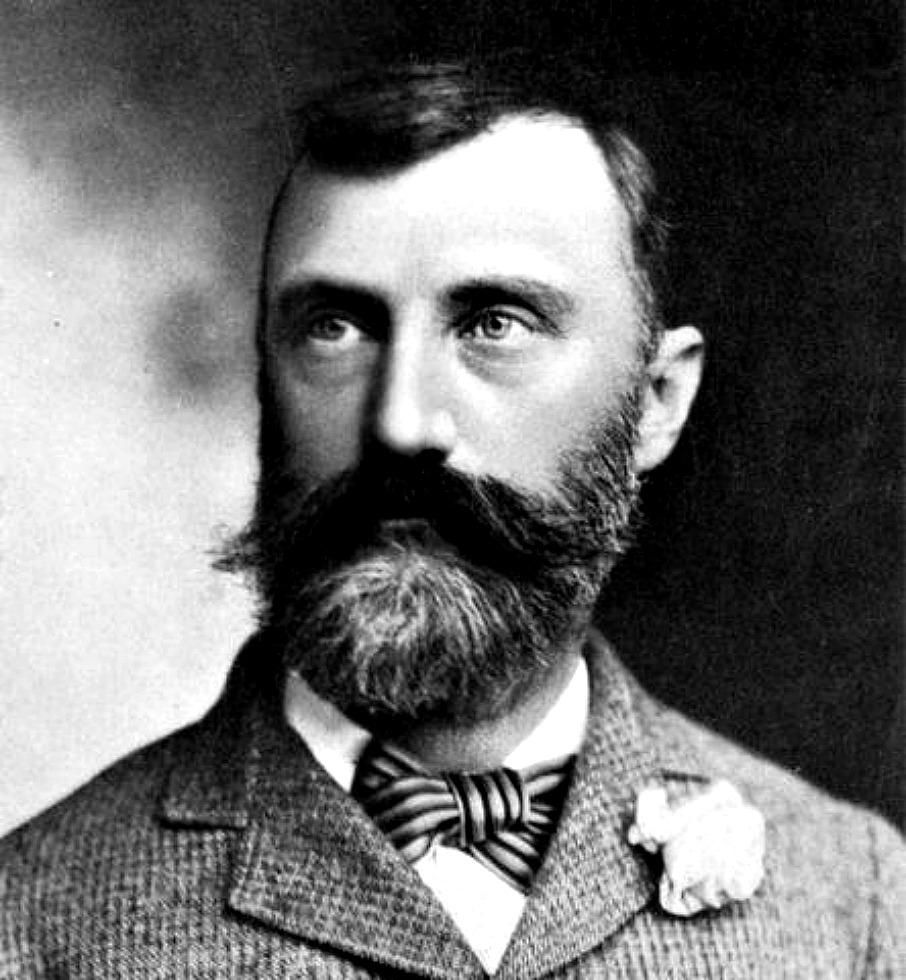
Ritratto di Abbot Kinney, 1900 circa.

Abbot Kinney (New Brunswick, 1850 – Santa Monica, 1920) è stato un imprenditore statunitense. Attivo nel campo delle costruzioni edili, è conosciuto per la costruzione del quartiere di Venice a Los Angeles.

## Biografia
La famiglia di Kinney si trasferì a Washington, divenendo conosciuta in politica. Lo zio di sua moglie era il senatore James Dixon del Connecticut. All'età di 16 anni Kinney andò in Europa, dove studiò ad Heidelberg, Parigi e Zurigo, imparando 6 lingue. Durante un tour in Italia visitò Venezia, così come anche la Riviera ligure. Fece poi ritorno a Washington nel 1869, dove entrò nel Maryland Military Department (la guardia nazionale del Maryland). Nel 1873 si unì ad un team della United States Geological Survey con obiettivo di mappare le riserve Sioux del Dakota: raggiunse Salt Lake City e l'Oregon prima di riunirsi con il team nella Yosemite Valley.

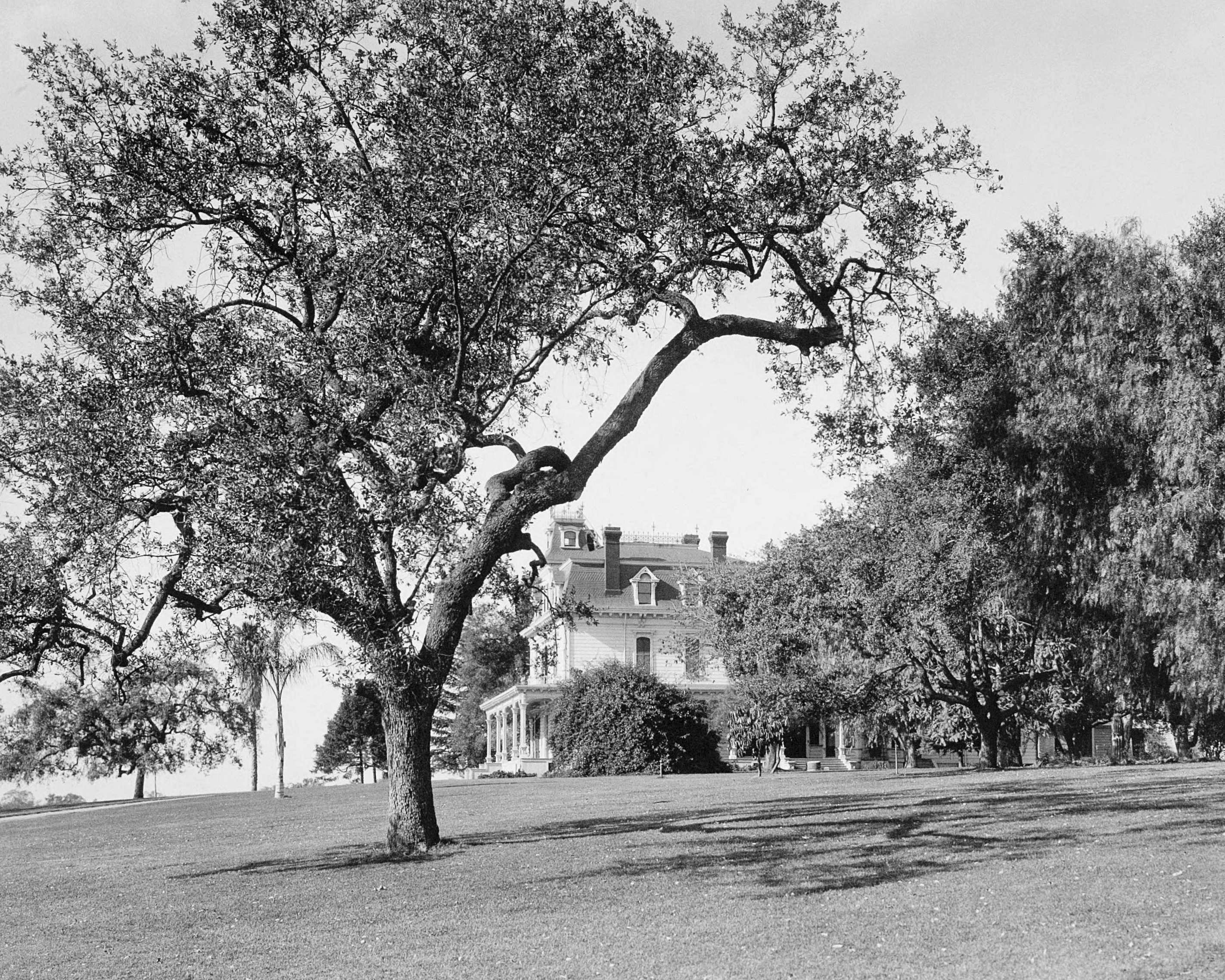
Vista laterale dell'esterno della casa di Abbot Kinney, "Kinneloa", in Sierra Madre, 1905 circa.

Nel 1874 Kinney entrò nel business del tabacco, gestito dal fratello maggiore Francis S. Kinney, fondatore della Kinney Brothers Tobacco Company. Nel 1876 Abbot intraprese un viaggio in Egitto e nella Macedonia ottomana, poi - anziché tornare a casa - proseguì il proprio viaggio attraverso l'Europa, l'India, Ceylon, la Nuova Guinea, l'Australia e le Hawaii. Giunse nel gennaio del 1880 a San Francisco, quando la partenza del treno che lo avrebbe riportato verso est venne posticipata a causa della neve. Kinney, che soffriva di asma, improvvisò un viaggio in un resort della California del Sud, il Sierra Madre Villa Hotel. Il fatto di essersi svegliato il mattino successivo privo dei sintomi dell'asma lo convinse a comprare un proprietà di 550 acri nelle vicinanze, a cui diede il nome di Kinneloa.
Tuttavia Kinneloa durante i mesi estivi non si adattava alle esigenze della prima moglie Margaret Kinney, per cui nel 1886 i Kinney comprarono una residenza estiva a Santa Monica. A Santa Monica Kinney formò la Santa Monica Improvement Company e nel 1887 acquistò 247 acri di terra a nord di Santa Monica. Tuttavia le condizioni economiche lo costrinsero ad abbandonare il progetto e tale terreno venne acquistato da Collis Potter Huntington della Southern Pacific Railroad, il quale nel 1891 ne cambiò il nome in Huntington Palisades. Kinney allora spostò le sue attenzioni sull'area di costa a sud di Santa Monica.

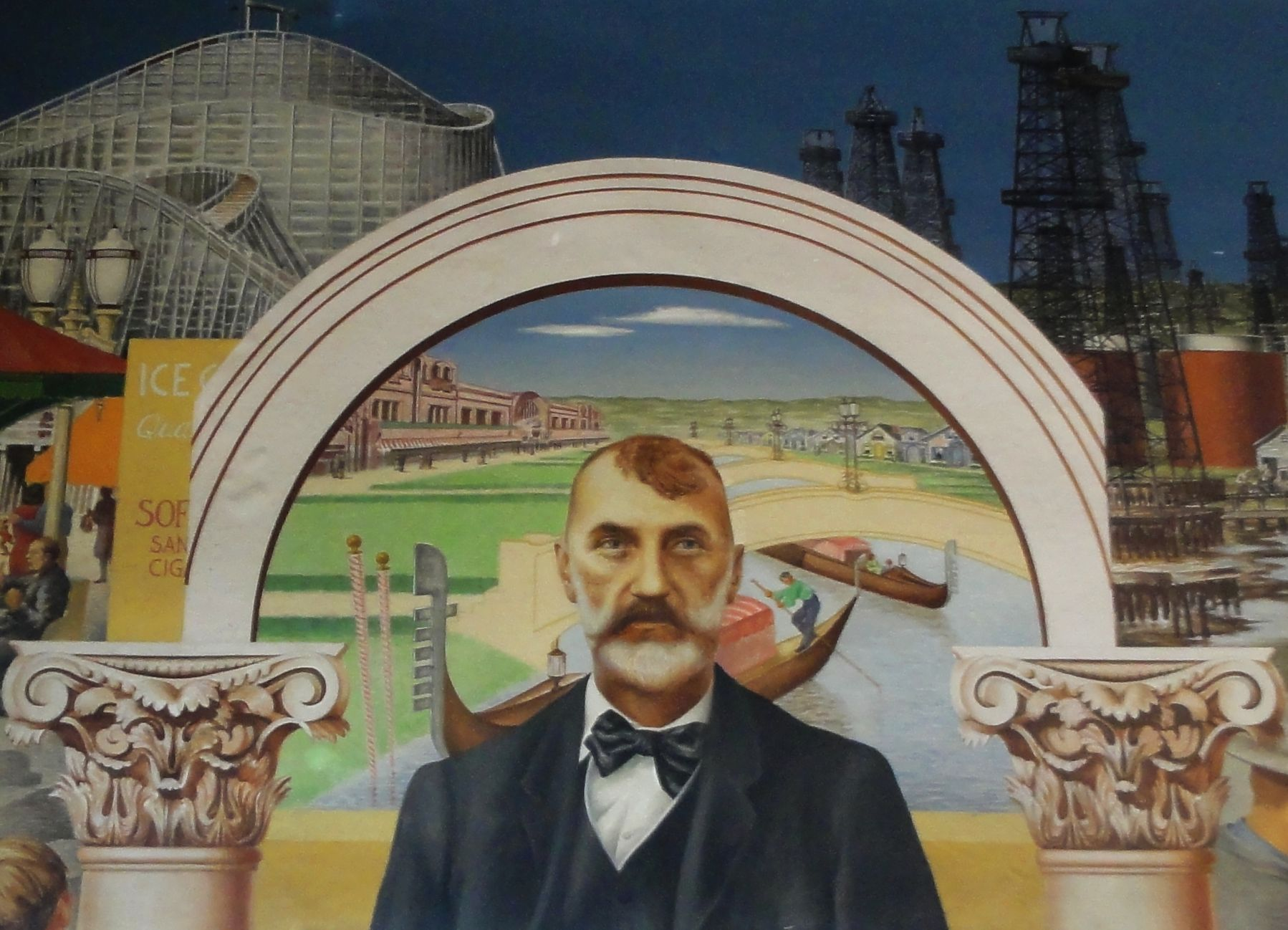
Murale realizzato da Edward Biberman nell'ufficio postale di Venice, raffigurante Abbot Kinney.

Nel 1891 Kinney ed il suo partner Francis Ryan comprarono terreni nella zona del Pacific Ocean Casino ed un tratto di terreno lungo 1.5 miglia e largo 1000 piedi sulla spiaggia di Santa Monica. Ryan tuttavia morì nel 1898 ed il nuovo marito di sua moglie, Thomas Dudley, vendette la metà in suo possesso ad un gruppo di uomini che non erano di gradimento a Kinney. Kinney mantenne tuttavia la proprietà della metà a sud del terreno, decidendo di costruire la sua Venezia statunitense, che aprì al pubblico il 4 luglio del 1905. Furono fatti costruire un largo numero di attrazioni che si snodavano tra i canali, all'interno dei quali transitavano gondole e gondolieri provenienti dall'Italia.
All'inizio del 1900 Kinney costruì un tratto suburbano in quella che era allora la parte più ad ovest della città di Los Angeles, chiamandolo Kinney Heights. Ciò attrasse un grande numero di famiglie appartenenti alla upper middle class, che costruirono grandi case in stile American Craftsman, che ancora oggi si possono vedere. Questa area fa oggi parte della West Adams Terrace Historic Preservation Overlay Zone (HPOZ). Kinney morì nel novembre del 1920 e venne seppellito nel Woodlawn Memorial Cemetery di Santa Monica.